# Любомудри
Любому́дри (Товариство любомудрія; рос. Любомудры; Общество любомудрия) — літературно-філософський гурток інтелектуальної молоді, який збирався в Москві в 1823—1825 роках. Його учасниками були Володимир Одоєвський (голова), Дмитро Веневітінов (секретар), І. В. Киреєвський, М. М. Рожалін, О. І. Кошельов, В. П. Титов, С. П. Шевирьов, М. О. Мельгунов . Іноді засідання відвідували деякі інші московські літератори.
Учасники гуртка цікавилися німецькою ідеалістичною філософією, вивчали роботи Ф. В. Шеллінга, а також Б. Спінози, І. Канта, І. Г. Фіхте, німецьких натурфілософів.
Члени товариства називали себе «любомудрами».